# Yusuke Shimada
Yusuke Shimada (島田 裕介 Shimada Yusuke?), född 19 januari 1982 i Saitama prefektur, är en japansk före detta fotbollsspelare.
Shimada började sin karriär 2000 i Omiya Ardija. Efter Omiya Ardija spelade han för Thespa Kusatsu, Sagan Tosu, Tokushima Vortis och Gangwon FC. Han avslutade karriären 2012.